# Carlo Diano
Carlo Alberto Diano (Vibo Valentia, 16 febbraio 1902 – Padova, 12 dicembre 1974) è stato un filosofo, grecista e filologo classico italiano, storico e traduttore sia di classici greci sia di poeti svedesi e tedeschi.

## Biografia
Figlio di Emilio Diano e di Caterina Cutellè, maggiore di quattro figli, rimane orfano di padre all'età di 8 anni e questo evento segna profondamente la sua vita e molte delle sue scelte giovanili. Compie gli studi classici al Liceo Filangeri di Vibo Valentia, allora Monteleone Calabro, distinguendosi subito per eccellenza negli studi, tanto da conseguire la Maturità Classica col massimo dei voti a poco meno di 17 anni.
Nel 1919 si trasferisce a Roma, dove si iscrive alla Facoltà di Lettere della Sapienza seguendo le lezioni di Nicola Festa e Vittorio Rossi e dove incontra il filosofo Giovanni Gentile, che eleggerà a suo Maestro e amerà come un padre. Il suo progetto è di laurearsi su Eschilo con una tesi in Letteratura greca, ma la necessità di iniziare a lavorare lo spinge a scegliere una via più breve e nel novembre del 1923 si laurea a pieni voti e Magna cum laude con una tesi su Giacomo Leopardi, un poeta che amò subito e che lo accompagnò nel corso di tutta la sua vita.
Immediatamente inizia ad insegnare letteratura latina e greca dapprima come supplente di materie letterarie al Liceo Pareggiato Nazareno di Roma, (novembre - dicembre 1923), poi al Liceo E. Q. Visconti (gennaio - luglio 1924) Vincitore di concorso a cattedra per i Licei, entra in ruolo il 1 ottobre 1924, divenendo così uno dei più giovani docenti di ruolo.
La sua prima nomina è a Vibo Valentia, fino al settembre del 1926, cui segue un periodo di alcuni anni a Viterbo (fino al settembre del 1931) e una breve parentesi al Liceo Vittorio Emanuele II di Napoli. Là frequenta la casa di Benedetto Croce, che ne apprezza l'ingegno e la produzione poetica, ma in seguito il giovane Carlo Diano si allontanerà decisamente dal gruppo dei crociani.
Dal novembre del 1931 è trasferito a Roma, dove insegna prima al Liceo Torquato Tasso e in seguito al Liceo Terenzio Mamiani. Sempre a Roma, nel 1935, consegue la libera docenza in lingua e letteratura greca. È fatto oggetto di inchieste ministeriali e pressioni per il suo rifiuto di iscriversi al Partito fascista e dal 1931 di prestare giuramento al Partito, come chiedeva il suo ruolo di dipendente pubblico. Al partito mai si iscrisse.
Nel settembre del 1933, su incarico del Ministero degli Esteri, è comandato come lettore di lingua italiana presso le università di Lund, Copenaghen e Göteborg, incarichi che ricoprì fino al 1940. Gli anni in Svezia e Danimarca non furono solo utili per apprendere alla perfezione lo svedese e il danese, ma segnarono in lui un profondo cambiamento. Il contatto con l'ambiente scandinavo gli spalancò la visione della grande cultura liberale nord europea e l'amicizia di poeti, letterati e studiosi scandinavi, tra cui lo storico delle religioni Martin Persson Nilsson, il poeta e futuro Premio Nobel Pär Fabian Lagerkvist e lo scrittore ed esploratore Sven Hedin, dei quali tradusse anche alcune opere. È proprio a partire dagli anni '30 che inizia a interessarsi di Epicuro, e lo studio approfondito dei testi papiracei lo condurrà a edizioni degli scritti epicurei che gli hanno dato fama mondiale.
Al suo ritorno in Italia ricopre un incarico presso la Soprintendenza bibliografica di Roma, e dal gennaio del 1944 all'aprile del 1945 è a Padova in qualità di Ispettore dell'istruzione classica presso il Ministero dell'educazione nazionale della Repubblica Sociale Italiana. Grazie a questo ruolo e obbedendo alla propria coscienza, all'insaputa di tutti, aiuta molte persone a mettersi in salvo dalla persecuzione fascista e nazista. La notizia della morte violenta del suo maestro e padre spirituale, Giovanni Gentile, è per lui un profondo trauma e, mentre si trova a Padova, decide di tenerne una commemorazione pubblica, sfidando le minacce di morte che aveva ricevuto. I suoi rapporti con Gentile, che aveva conosciuto durante gli anni universitari e che ebbe su di lui una profonda influenza, tanto come uomo che come pensatore, furono sempre improntati a una profonda devozione e a un amore filiale, poiché Diano vide in lui il padre che non aveva avuto, tanto che di lui scrisse in anni maturi: «...che da adolescente ascoltai come Maestro, successivamente amai come un padre, la cui memoria mai abbandona il mio animo».
Profondo effetto su di lui ebbe l'amicizia con Giorgio Pasquali, che fu importantissima per la sua formazione di filologo.
Dal dicembre del 1946 ricopre gli incarichi di Papirologia, Grammatica greca e latina, Storia della filosofia antica, Letteratura greca e Storia antica presso la Facoltà di Lettere dell'Università di Bari. Nel 1950 vince il concorso alla cattedra di Letteratura greca ed è chiamato a Padova a ricoprire, presso la Facoltà di Lettere dell'Università, la cattedra che era stata di Manara Valgimigli. A Padova, dove tenne anche gli insegnamenti di Storia della filosofia antica, Lingua e civiltà greca, Papirologia e Storia delle Religioni (un corso così entusiasmante da attirare anche studenti di altre facoltà), rimarrà ininterrottamente fino alla sua morte. Più volte Preside della Facoltà di Lettere e Filosofia, fondò e diresse fino alla sua scomparsa il Centro per la storia della tradizione aristotelica del Veneto. A metà degli anni '50 contribuì attivamente alla creazione dei Corsi Estivi dell'Università di Padova a Bressanone, che aveva immaginato come corsi di alta cultura di respiro europeo, e successivamente alla creazione della Facoltà di Lettere presso l'Università di Verona, (dove tenne l'insegnamento di Storia della Filosofia Antica fino al 1971), in collaborazione con il grande economista Gino Barbieri
Dal lungo sodalizio con l'editore e amico Neri Pozza nacque una fruttuosa collaborazione, poiché Diano creò per la casa editrice una collana di saggistica il cui primo volume fu proprio Forma ed evento e annoverò opere di grandi studiosi e saggisti del tempo.
Fu Presidente della Fondazione Lorenzo Valla, alla cui nascita contribuì per desiderio di Pietro Citati  e  Santo Mazzarino dalla sua fondazione fino alla morte. 
Molte delle sue traduzioni dei tragici greci sono state messe in scena dalla Fondazione del Dramma Antico a Siracusa, al Teatro Olimpico di Vicenza, a Padova, portate in giro nei teatri italiani, interpretate da noti attori quali Elena Zareschi, Arnaldo Ninchi, Ugo Pagliai, Valentina Fortunato, Lydia Alfonsi, Renzo Giovampietro, e curate da grandi registi teatrali quali Giuseppe Di Martino, Franco Enriquez, Davide Montemurri, Gianfranco de Bosio, Renzo Giovampietro. Notevoli le sue traduzioni per la raffinatissima indagine filologica, la lettura rivoluzionaria e la bellezza dello stile in versi: fra le altre, si ricordano quelle dell'Alcesti, dell'Ippolito e dell'Elena di Euripide, dei Sette a Tebe di Eschilo, dell'Edipo Re di Sofocle, del Dyskolos di Menandro.
Curò, fra le altre cose, l'edizione di tutto il teatro greco per Sansoni e la traduzione dei Frammenti di Eraclito, volume della Fondazione Lorenzo Valla.
Insignito di numerose onorificenze (Valentia Aurea, Premio Nazionale dei Lincei, Medaglia d'oro della Città di Padova ecc.) e membro di numerosissime accademie in Italia, in Europa e negli USA, ebbe profonde e durature amicizie, tra gli altri con Salvatore Quasimodo, Sergio Bettini, Mircea Eliade, Walter F. Otto, Ugo Spirito, Giulio Carlo Argan, Bernard Berenson, Rocco Montano, Santo Mazzarino, Carlo Bo, Károly Kerényi, Martin Persson Nilsson, Renato Caccioppoli e molti altri fra i maggiori protagonisti della vita culturale e artistica del '900.
Nel 1971 è colpito da una lunga e dolorosa malattia che affronta con coraggio ed anzi, dopo il collocamento a riposo e nonostante i problemi di salute, seguita a tenere a casa delle frequentatissime lezioni a giovani studenti. Si spegne a Padova il 12 dicembre 1974.
Tra i suoi allievi più noti è il filosofo ed ex sindaco di Venezia Massimo Cacciari.
Per i suoi amplissimi studi e i suoi contributi originali su Epicuro, è da tempo riconosciuto a livello internazionale come uno dei maggiori e più autorevoli studiosi del filosofo di Samo.
Nei suoi scritti teorici, principalmente in Forma ed Evento e in Linee per una fenomenologia dell'arte, Carlo Diano fonda un vero e proprio sistema filosofico ed estetico in cui filologia, studi storici, filosofici, sociali, etnologici, storia dell'arte e storia delle religioni si integrano a creare un nuovo metodo di indagine. Fondamentale, a tale scopo, è la creazione delle due categorie fenomenologiche di "forma" e di "evento", che gli permettono non solo di esplorare l'intera civiltà greca, ma possono divenire strumento di analisi generale di ogni cultura.
Carlo Diano parlava e scriveva correntemente latino, greco antico, tedesco, francese, inglese, danese, svedese e norvegese.
Dell'edizione e della cura delle sue opere si occupa ormai da tempo la figlia Francesca Diano, allieva di Sergio Bettini, storica dell'arte, traduttrice e scrittrice, che ha curato per Bompiani la prima raccolta organica delle sue opere teoriche, la riedizione di opere ormai fuori stampa e l'edizione di inediti.

## Opere principali

### Studi
- Commento a Leopardi, Tesi di Laurea. 1923.
- Commemorazione virgiliana. Dall'Idillio all'Epos, Boll. Municip. Viterbo, 1930.
- Il titolo De Finibus Bonorum et Malorum, GFI, 1933.
- L'acqua del tempo, (poesie) Roma, Dante Alighieri, 1933.
- Note epicuree, SIFC, 1935.
- Questioni epicuree, RAL, 1936.
- La psicologia di Epicuro, GFI, 1939.
- Epicuri Ethica, edidit adnotationibus instr. C.D. Florentiae, in aedibus Sansonianis, 1946.
- Lettere di Epicuro e dei suoi, nuovamente o per la prima volta edite da C.D., Firenze, Sansoni, 1946.
- Aristotele Metafisica, Libro XII, Bari, 1949.
- La psicologia d'Epicuro e la teoria delle passioni, Firenze, Sansoni, 1942.
- Lettere di Epicuro agli amici di Lampsaco, a Pitocle e a Mitre, SIFC, 1948.
- Voce Aristotele , in Enciclopedia Cattolica, Voll. I, 1949.
- Edipo figlio della Tyche. Commento ai vv.1075-1085 dell'Edipo Re di Sofocle, Dioniso, 1952.
- Forma ed evento: principi per un'interpretazione del mondo greco, Venezia, Neri Pozza, 1952.
- Il mito dell'eterno ritorno, L'Approdo, 1953.
- Il concetto della storia nella filosofia dei greci, in: Grande antologia filosofica, v. 2, Milano, Marzorati, 1954.
- La data della Syngraphé di Anassagora. Scritti in onore di Carlo Anti, Firenze 1954.
- Linee per una fenomenologia dell'arte, Venezia, Neri Pozza, 1956.
- La poetica dei Feaci, Memorie dell'Accademia Patavina, 1957.
- Pagine dell'Iliade, Delta, 1957.
- Note in margine al Dyskolos di Menandro, Padova, Antenore, 1959.
- Menandro, Dyskolos ovvero Il Selvatico, testo e traduzione, Padova, Antenore, 1960.
- Martin P. Nilsson, Religiosità greca, (traduzione) Firenze, Sansoni, 1961 (I ed. 1949).
- Eurìpide auteur de la catharsis tragique, Numen, 1961 (ripubblicato in italiano in Saggezza e poetica degli antichi, 1968).
- Orazio e l'epicureismo, Atti Istituto Veneto, 1961.
- La poetica di Epicuro, Rivista di Estetica, 7, pp. 321–67. 1962.
- La filosofia del piacere e la società degli amici, Boll. del Lions Club di Padova, 1962.
- D'Annunzio e l'Ellade, in L'arte di Gabriele D'Annunzio, Atti del Convegno Int. di Studio, 1963.
- L'uomo e l'evento nella tragedia attica, Siracusa, Dioniso, 1965.
- Il contributo siceliota alla storia del pensiero greco, Palermo, Kokalos, 1965.
- Euripide, Ippolito, traduzione e cura, Firenze, Sansoni, 1965.
- Eschilo, I Sette a Tebe, Firenze, Sansoni, 1966.
- Menandro, Dyskolos ovvero il Selvatico, Firenze, Sansoni, 1966.
- Meleagro, Epigrammi traduzione di C.D. (con una tavola di Tono Zancanaro) Vicenza, Neri Pozza, 1966.
- Epikur und die Dichter: ein Dialog zur Poetik Epikurs, Bonn, Bouvier, 1967.
- Saggezza e poetiche degli antichi, Venezia, Neri Pozza, 1968.
- Gotthold Ephraim Lessing, Emilia Galotti, (traduzione) Milano, Scheiwiller, 1968.
- Euripide, Alcesti (traduzione e cura) Milano, Neri Pozza, 1968.
- Euripide, Elettra, (traduzione e cura), Urbino, Argalia Editore, 1968.
- Voci Epicurus e Epicureanism per Enciclopedia Britannica, 1968.
- Lezioni su Parmenide per il Corso di Storia della Filosofia Antica, Padova, CLEUP, 1968.
- Il teatro greco. Tutte le tragedie, a cura di C.D., Firenze, Sansoni, 1970. [di C.D. Saggio introduttivo. Traduzioni: Eschilo, I Sette a Tebe; Euripide, Alcesti, Ippolito, Eracle, Elettra, Elena, Le Fenicie, Oreste, Le Baccanti]
- Epicuro, Scritti morali, Trad. a cura di C. Diano, Padova, CLEUP, 1970.
- Euripide, Medea, (traduzione e nota di C.D.) Padova, Liviana, 1972.
- Aristofane, Lisistrata (traduzione e cura) Padova, Liviana, 1972.
- Anassagora padre dell'umanesimo e la melete thanatou in L'Umanesimo e il problema della morte, Simposio Padova - Bressanone, 1972.
- Studi e saggi di filosofia antica, Padova, Antenore, 1973.
- Scritti epicurei, Firenze, Leo Olschki, 1974.
- La tragedia greca oggi, Firenze, Nuova Antologia, 1974.
- Limite azzurro, Milano, Scheiwiller, 1975.
- Eraclito, Frammenti e testimonianze, traduzione e cura, Milano, Fondazione Lorenzo Valla-Mondadori, 1980.
- Epicuro, Scritti morali, Milano, BUR, 1987. Nuova edizione a cura di Francesca Diano, 2021
- Forma ed evento, edizione originale 1952, Neri Pozza Editore, Vicenza. Reedizione 1993, Marsilio, Venezia.
  -  Forme et evenement: principes pour une interpretation du monde grec, Editions de l'Eclat, 1994.
  - Forma y evento, Madrid, Visor, 2000.
  - μορφή και τύχη, Indiktos, Atene, 2006. [trad. in neogreco]
  - Form and Event, trad. di Timothy C. Campbell e Lia Turtas, Introduzione di Jacques Lezra, Fordham University Press, 2020.
- Platone, Il Simposio, traduzione e cura. Introduz. e commento di Davide Susanetti, Venezia, Marsilio, 1994.
- Il pensiero greco da Anassimandro agli stoici, Torino, Bollati Boringhieri, 2007. - Nuova ed., Introduzione di Massimo Cacciari, Bollati Boringhieri, 2018.
- Opere. A cura di Francesca Diano. Contributi di Massimo Cacciari e Silvano Tagliagambe, Collana Il pensiero occidentale, Milano-Firenze, Bompiani, 2022, ISBN 978-88-452-9986-5.
- Commento a Leopardi. A cura di Francesca Diano e Gaspare Polizzi, Mimesis, 2023
- Carte svedesi. A cura di Francesca Diano. Molesini Editore 2024

### Curatele
- Platone, Ione, Roma, Dante Alighieri, 1929.
- M.T. Cicerone, De finibus bonorum et malorum, GFI, 1933.
- Omero, Iliade. Libro I, Firenze Bemporad, 1934.
- Platone, Dialoghi - Convito, Fedro, Alcibiade I e II, Ipparco, Amanti, Teage, Carmide, Lachete, Liside, Bari, Laterza, 1934 (II ed. 1945).
- Carlo Diano (a cura di), Il teatro greco: tutte le tragedie, Firenze, Sansoni, 1970 1ª ed..
- Carlo Diano e Giuseppe Serra (a cura di), Eraclito, I frammenti e le testimonianze, Milano, Fondazione Lorenzo Valla, Arnoldo Mondadori Editore, 1980 1ª ed..
- Carlo Diano e Francesca Diano (a cura di), Epicuro, Scritti morali. BUR, 2021